# СК Легіон (Львів)
«Легіон» — львівська міська молодіжна громадська організація «Спортивний клуб „Легіон”», створений у місті Львові 1 червня 2004 року.

## Легка атлетика
з 2004 року СК «Легіон» є організатором дитячо-юнацького турніру та гран-прі для дорослих спортсменів.

## Дитячий футбол
У 2006—2009 роках дитяча команда СК «Легіон» (тренер Володимир Шумський) учасник чемпіонату м.Львова з футболу.

## Що? Де? Коли?
З 2009 СК «Легіон» підтримує команду «Pride», яка є восьмиразовим чемпіоном Львівської області з інтелектуальної гри Що? Де? Коли?.

## Персоналії клубу
- Президент клубу — Немчінов Олег Миколайович - президент Федерації легкої атлетики Львівської області, член Виконкому Федерації легкої атлетики України, заступник голови відділення Національного олімпійського комітету у Львівській області.
- Віце-президент клубу - технічний директо Федерації легкої атлетики. Львівської області, член президії ФЛАУ, тренер Львівської ШВСМ Тарнакін Віталій Вікторович.
- Відповідальний секретар клубу - директор Львівської ДЮСШ № 2 Тарнакіна Ольга Богданівна.
- Серед членів клубу — призер чемпіонатів України, майстер спорту України з легкої атлетики Андрій Тиндик.